# جان کالن
جان کالن (انگلیسی: John Callen؛ زادهٔ ۴ نوامبر ۱۹۴۶) هنرپیشه و صدا پیشه اهل بریتانیا است.
از فیلم‌هایی که وی در آن نقش داشته است، می‌توان به هابیت: یک سفر غیرمنتظره، هابیت: برهوت اسماگ و هابیت: نبرد پنج سپاه اشاره کرد.